# Croce militare al merito
La Croce militare al merito (in polacco: Wojskowy Krzyż Zasługi) è un'onorificenza statale polacca istituita il 14 giugno 2007 dalla Repubblica Polacca.
L'onorificenza è suddivisa nei seguenti gradi:
| Croce militare al merito assegnata per la prima volta | Croce militare al merito assegnata per la seconda volta |